# Tyron Akins
Pour les articles homonymes, voir Akins.
Tyron Akins (né le 6 janvier 1986) est un athlète américain, naturalisé nigérian en 2014, spécialiste du 110 mètres haies.

## Biographie
Son record personnel obtenu alors qu'il était Américain est de 13 s 25, le 13 juin 2008 à Des Moines.
Pendant sa carrière pour le Nigeria, il devient champion d'Afrique 2014 du 110 m haies, les Nigérians réalisant un triplé.
En 2015 il prend la troisième place des Jeux africains de Brazzaville.

### Palmarès
| Date | Compétition                        | Lieu        | Résultat | Épreuve     | Performance |
| ---- | ---------------------------------- | ----------- | -------- | ----------- | ----------- |
| 2005 | Championnats panaméricains juniors | Windsor     | 2e       | 110 m haies | 14 s 00     |
| 2014 | Championnats d'Afrique             | Marrakech   | 1er      | 110 m haies | 13 s 57     |
| 2015 | Jeux africains                     | Brazzaville | 3e       | 110 m haies | 13 s 54     |
| 2016 | Championnats d'Afrique             | Durban      | 2e       | 110 m haies | 13 s 74     |

### Records
| Épreuve            | Performance | Lieu       | Date            |
| ------------------ | ----------- | ---------- | --------------- |
| 110 m haies        | 13 s 25     | Des Moines | 13 juin 2008    |
| 60 m haies (salle) | 7 s 60      | Liévin     | 10 février 2009 |